# Liste des monuments historiques des Deux-Sèvres
Cet article recense les monuments historiques des Deux-Sèvres, en France.

## Statistiques
Au 30 juillet 2025, les Deux-Sèvres comptent 345 édifices comportant au moins une protection au titre des monuments historiques, dont 147 sont classés et 219 sont inscrits. Le total des monuments classés et inscrits est supérieur au nombre total de monuments protégés car plusieurs d'entre eux sont à la fois classés et inscrits.
Le pont de Taizon est situé à la fois sur Argenton-l'Église et Saint-Martin-de-Sanzay. Il comporte également une protection sur l'ancienne commune de Bagneux, désormais intégrée à Argenton-l'Église.

## Liste
Du fait du nombre de monuments dans la seule commune de Niort, elle fait l'objet d'une liste distincte : voir la liste des monuments historiques de Niort.
| Monument                                                     | Commune                      | Adresse                                                                              | Coordonnées                                   | Notice                                        | Protection                                    | Date                                          | Illustration                                            |
| ------------------------------------------------------------ | ---------------------------- | ------------------------------------------------------------------------------------ | --------------------------------------------- | --------------------------------------------- | --------------------------------------------- | --------------------------------------------- | ------------------------------------------------------- |
| Abbaye de l'Absie                                            | L'Absie                      |                                                                                      | 46° 38′ 03″ nord, 0° 34′ 30″ ouest            | « PA00101162 »                                | Inscrit Classé Inscrit                        | 1926 1932 1990                                | Abbaye de l'Absie                                       |
| Croix de cimetière d'Aiffres                                 | Aiffres                      |                                                                                      | 46° 16′ 54″ nord, 0° 24′ 50″ ouest            | « PA00101163 »                                | Classé                                        | 1889                                          | Croix de cimetière d'Aiffres                            |
| Église Saint-Maurice-de-Mairé d'Aiffres                      | Aiffres                      |                                                                                      | 46° 17′ 20″ nord, 0° 26′ 00″ ouest            | « PA00101164 »                                | Inscrit                                       | 1927                                          | Église Saint-Maurice-de-Mairé d'Aiffres                 |
| Logis du Breuil-Malicorne                                    | Aigonnay                     |                                                                                      | 46° 20′ 15″ nord, 0° 15′ 44″ ouest            | « PA00101415 »                                | Inscrit                                       | 1990                                          | Logis du Breuil-Malicorne                               |
| Abbaye Saint-Pierre d'Airvault                               | Airvault                     |                                                                                      | 46° 49′ 35″ nord, 0° 08′ 15″ ouest            | « PA00101165 »                                | Classé Inscrit Classé                         | 1914 1934 1987                                | Abbaye Saint-Pierre d'Airvault                          |
| Château d'Airvault                                           | Airvault                     |                                                                                      | 46° 49′ 39″ nord, 0° 08′ 17″ ouest            | « PA00101166 »                                | Inscrit Classé                                | 1929 2007                                     | Château d'Airvault                                      |
| Logis de Barroux                                             | Airvault                     |                                                                                      | 46° 49′ 47″ nord, 0° 10′ 41″ ouest            | « PA00101167 »                                | Inscrit                                       | 1984                                          | Logis de Barroux                                        |
| Pont du Vernay                                               | Airvault                     |                                                                                      | 46° 49′ 09″ nord, 0° 08′ 46″ ouest            | « PA00101168 »                                | Classé                                        | 1868                                          | Pont du Vernay                                          |
| Église Notre-Dame des Alleuds                                | Les Alleuds                  |                                                                                      | 46° 09′ 45″ nord, 0° 00′ 06″ ouest            | « PA00101169 »                                | Inscrit                                       | 1926                                          | Église Notre-Dame des Alleuds                           |
| Église Saint-Pierre d'Allonne                                | Allonne                      |                                                                                      | 46° 34′ 56″ nord, 0° 22′ 56″ ouest            | « PA00101170 »                                | Classé                                        | 1990                                          | Église Saint-Pierre d'Allonne                           |
| Prieuré du Bois-d'Allonne                                    | Allonne                      |                                                                                      | 46° 35′ 14″ nord, 0° 20′ 56″ ouest            | « PA00101171 »                                | Inscrit                                       | 1987                                          | Image manquante Téléverser                              |
| Château de Tennessus                                         | Amailloux                    |                                                                                      | 46° 42′ 50″ nord, 0° 16′ 43″ ouest            | « PA00101172 »                                | Inscrit                                       | 1943 1993 2007                                | Château de Tennessus                                    |
| Croix de cimetière d'Amuré                                   | Amuré                        | Rue de la Croix Hosannière                                                           | 46° 15′ 55″ nord, 0° 37′ 41″ ouest            | « PA00101173 »                                | Classé                                        | 1889                                          | Croix de cimetière d'Amuré                              |
| Église Notre-Dame d'Ardin                                    | Ardin                        |                                                                                      | 46° 28′ 24″ nord, 0° 33′ 30″ ouest            | « PA00101174 »                                | Inscrit                                       | 1985                                          | Église Notre-Dame d'Ardin                               |
| Château de la Roche                                          | Argenton-l'Église            |                                                                                      | 47° 02′ 36″ nord, 0° 16′ 32″ ouest            | « PA00135587 »                                | Inscrit                                       | 1995                                          | Image manquante Téléverser                              |
| Pont de Taizon                                               | Argenton-l'Église            | C.G.C. 37                                                                            | 47° 03′ 10″ nord, 0° 13′ 37″ ouest            | « PA00101178 »                                | Inscrit                                       | 1943                                          | Pont de Taizon                                          |
| Château d'Argenton-les-Vallées                               | Argenton-les-Vallées         |                                                                                      | 46° 59′ 09″ nord, 0° 26′ 34″ ouest            | « PA00101175 »                                | Classé                                        | 1929                                          | Château d'Argenton-les-Vallées                          |
| Château de Sanzay                                            | Argenton-les-Vallées         |                                                                                      | 46° 57′ 36″ nord, 0° 26′ 27″ ouest            | « PA00101370 »                                | Inscrit                                       | 1930                                          | Château de Sanzay                                       |
| Église Saint-Gilles d'Argenton-les-Vallées                   | Argenton-les-Vallées         |                                                                                      | 46° 59′ 04″ nord, 0° 26′ 47″ ouest            | « PA00101176 »                                | Classé                                        | 1907                                          | Église Saint-Gilles d'Argenton-les-Vallées              |
| Pont Cadoret                                                 | Argenton-les-Vallées         |                                                                                      | 46° 59′ 12″ nord, 0° 26′ 31″ ouest            | « PA00101177 »                                | Inscrit                                       | 1931                                          | Pont Cadoret                                            |
| Église Saint-Martin d'Assais                                 | Assais-les-Jumeaux           |                                                                                      | 46° 47′ 18″ nord, 0° 03′ 29″ ouest            | « PA00101179 »                                | Inscrit                                       | 1929                                          | Image manquante Téléverser                              |
| Tumulus de la Motte de Puytaillé                             | Assais-les-Jumeaux           | La Motte de Puytaillé                                                                | 46° 48′ 51″ nord, 0° 00′ 55″ ouest            | « PA00101180 »                                | Classé                                        | 1970                                          | Tumulus de la Motte de Puytaillé                        |
| Église Saint-Grégoire d'Augé                                 | Augé                         |                                                                                      | 46° 26′ 21″ nord, 0° 17′ 11″ ouest            | « PA00101183 »                                | Classé Inscrit                                | 1914 2003                                     | Église Saint-Grégoire d'Augé                            |
| Château de Piogé                                             | Availles-Thouarsais          |                                                                                      | 46° 51′ 37″ nord, 0° 09′ 14″ ouest            | « PA00135588 »                                | Inscrit                                       | 1995                                          | Château de Piogé                                        |
| Prieuré Saint-Barthelémy d'Azay-le-Brûlé                     | Azay-le-Brûlé                |                                                                                      | 46° 24′ 05″ nord, 0° 14′ 58″ ouest            | « PA00101184 »                                | Inscrit                                       | 1926 1993                                     | Image manquante Téléverser                              |
| Église Saint-Hilaire d'Azay-sur-Thouet                       | Azay-sur-Thouet              |                                                                                      | 46° 37′ 29″ nord, 0° 20′ 56″ ouest            | « PA79000005 »                                | Inscrit                                       | 1997                                          | Image manquante Téléverser                              |
| Château de la Guyonnière                                     | Beaulieu-sous-Parthenay      |                                                                                      | 46° 34′ 58″ nord, 0° 14′ 35″ ouest            | « PA00101186 »                                | Inscrit                                       | 1986                                          | Château de la Guyonnière                                |
| Château de la Meilleraye                                     | Beaulieu-sous-Parthenay      |                                                                                      | 46° 34′ 45″ nord, 0° 11′ 34″ ouest            | « PA00101187 »                                | Inscrit                                       | 1930                                          | Image manquante Téléverser                              |
| Temple protestant de Beaussais                               | Beaussais                    |                                                                                      | 46° 17′ 25″ nord, 0° 09′ 12″ ouest            | « PA00101188 »                                | Classé                                        | 1911                                          | Temple protestant de Beaussais                          |
| Église Sainte-Eutrope du Cormenier                           | Beauvoir-sur-Niort           |                                                                                      | 46° 11′ 09″ nord, 0° 28′ 42″ ouest            | « PA00101189 »                                | Classé                                        | 1909                                          | Église Sainte-Eutrope du Cormenier                      |
| Église Saint-Maurice de Béceleuf                             | Béceleuf                     |                                                                                      | 46° 28′ 14″ nord, 0° 30′ 27″ ouest            | « PA00101190 »                                | Classé                                        | 1909                                          | Église Saint-Maurice de Béceleuf                        |
| Maison seigneuriale de Pouzay                                | Béceleuf                     |                                                                                      | 46° 28′ 41″ nord, 0° 31′ 59″ ouest            | « PA79000030 »                                | Inscrit                                       | 2005 2006                                     | Image manquante Téléverser                              |
| Église Notre-Dame de Belleville                              | Belleville                   |                                                                                      | 46° 07′ 33″ nord, 0° 29′ 56″ ouest            | « PA00101191 »                                | Inscrit                                       | 1927                                          | Image manquante Téléverser                              |
| Église Saint-Caprais de Bessines                             | Bessines                     |                                                                                      | 46° 18′ 03″ nord, 0° 30′ 40″ ouest            | « PA00101192 »                                | Inscrit                                       | 1984                                          | Église Saint-Caprais de Bessines                        |
| Pigeonnier du Pruneau                                        | Bessines                     | Le Pruneau                                                                           | 46° 17′ 48″ nord, 0° 32′ 06″ ouest            | « PA00101403 »                                | Classé                                        | 1994                                          | Pigeonnier du Pruneau                                   |
| Église Saint-Martin de La Boissière-en-Gâtine                | La Boissière-en-Gâtine       |                                                                                      | 46° 33′ 25″ nord, 0° 22′ 08″ ouest            | « PA00101193 »                                | Inscrit                                       | 1929                                          | Image manquante Téléverser                              |
| Pierre-Levée des Sept Chemins                                | Bougon                       | La Pierre Levée                                                                      | 46° 21′ 36″ nord, 0° 04′ 27″ ouest            | « PA00101194 »                                | Classé                                        | 1971                                          | Pierre-Levée des Sept Chemins                           |
| Église Saint-Pierre de Bougon                                | Bougon                       |                                                                                      | 46° 22′ 08″ nord, 0° 04′ 02″ ouest            | « PA00101196 »                                | Inscrit Classé                                | 1929 1933                                     | Église Saint-Pierre de Bougon                           |
| Tumulus de Bougon                                            | Bougon                       |                                                                                      | 46° 22′ 26″ nord, 0° 04′ 03″ ouest            | « PA00101197 »                                | Classé                                        | 1960                                          | Tumulus de Bougon                                       |
| Église Notre-Dame de Bouin                                   | Bouin                        |                                                                                      | 46° 05′ 07″ nord, 0° 00′ 52″ ouest            | « PA00101198 »                                | Inscrit                                       | 1926                                          | Église Notre-Dame de Bouin                              |
| Chapelle du Petit-Puy                                        | Bressuire                    |                                                                                      | 46° 49′ 10″ nord, 0° 31′ 48″ ouest            | « PA00101199 »                                | Inscrit                                       | 1941                                          | Chapelle du Petit-Puy                                   |
| Chapelle Saint-Cyprien de Bressuire                          | Bressuire                    |                                                                                      | 46° 50′ 27″ nord, 0° 29′ 14″ ouest            | « PA00101203 »                                | Inscrit                                       | 1937                                          | Chapelle Saint-Cyprien de Bressuire                     |
| Château de Bressuire                                         | Bressuire                    |                                                                                      | 46° 50′ 30″ nord, 0° 29′ 56″ ouest            | « PA00101200 »                                | Classé                                        | 1996                                          | Château de Bressuire                                    |
| Château de la Dubrie                                         | Bressuire                    |                                                                                      | 46° 53′ 54″ nord, 0° 30′ 18″ ouest            | « PA00101420 »                                | Inscrit                                       | 1991                                          | Image manquante Téléverser                              |
| Château de Noirlieu                                          | Bressuire                    |                                                                                      | 46° 55′ 16″ nord, 0° 25′ 57″ ouest            | « PA00135589 »                                | Inscrit                                       | 1995                                          | Image manquante Téléverser                              |
| Église Notre-Dame de Bressuire                               | Bressuire                    |                                                                                      | 46° 50′ 27″ nord, 0° 29′ 14″ ouest            | « PA00101201 »                                | Classé                                        | 1840 1913                                     | Église Notre-Dame de Bressuire                          |
| Église de Saint-Sauveur-de-Givre-en-Mai                      | Bressuire                    |                                                                                      | 46° 49′ 10″ nord, 0° 31′ 48″ ouest            | « PA00101202 »                                | Classé                                        | 1978                                          | Église de Saint-Sauveur-de-Givre-en-Mai                 |
| Logis du Puy-Blain                                           | Bressuire                    |                                                                                      | 46° 29′ 32″ nord, 0° 18′ 44″ ouest            | « PA79000037 »                                | Inscrit                                       | 2009                                          | Logis du Puy-Blain                                      |
| Château de l'Ébaupinay                                       | Le Breuil-sous-Argenton      |                                                                                      | 47° 00′ 09″ nord, 0° 25′ 29″ ouest            | « PA00101204 »                                | Classé                                        | 1898                                          | Château de l'Ébaupinay                                  |
| Abbaye Royale de Celles-sur-Belle                            | Celles-sur-Belle             |                                                                                      | 46° 15′ 41″ nord, 0° 12′ 33″ ouest            | « PA00101205 »                                | Classé                                        | 1977 2000                                     | Abbaye Royale de Celles-sur-Belle                       |
| Église Saint-Hilaire de Celles-sur-Belle                     | Celles-sur-Belle             |                                                                                      | 46° 15′ 41″ nord, 0° 12′ 35″ ouest            | « PA00101206 »                                | Classé                                        | 1989                                          | Image manquante Téléverser                              |
| Église Saint-Maixent de Verrines                             | Celles-sur-Belle             |                                                                                      | 46° 13′ 47″ nord, 0° 13′ 48″ ouest            | « PA00101207 »                                | Classé                                        | 1840                                          | Église Saint-Maixent de Verrines                        |
| Faux menhirs de l'Abbesse                                    | Celles-sur-Belle             |                                                                                      | 46° 16′ 02″ nord, 0° 11′ 16″ ouest            | « PA00101208 »                                | Classé                                        | 1889                                          | Image manquante Téléverser                              |
| Église Saint-Pierre de Chail                                 | Chail                        |                                                                                      | 46° 12′ 36″ nord, 0° 05′ 29″ ouest            | « PA00101209 »                                | Inscrit                                       | 1926                                          | Image manquante Téléverser                              |
| Château de Nuchèze                                           | Champdeniers-Saint-Denis     |                                                                                      | 46° 29′ 26″ nord, 0° 22′ 47″ ouest            | « PA00101426 »                                | Inscrit                                       | 1992                                          | Image manquante Téléverser                              |
| Église Notre-Dame de Champdeniers                            | Champdeniers-Saint-Denis     |                                                                                      | 46° 29′ 01″ nord, 0° 24′ 12″ ouest            | « PA00101210 »                                | Classé                                        | 1862                                          | Église Notre-Dame de Champdeniers                       |
| Tanneries de Champdeniers                                    | Champdeniers-Saint-Denis     |                                                                                      | 46° 29′ 02″ nord, 0° 24′ 08″ ouest            | « PA79000040 »                                | Inscrit                                       | 2011                                          | Image manquante Téléverser                              |
| Château des Loges                                            | La Chapelle-Bâton            |                                                                                      | 46° 27′ 36″ nord, 0° 20′ 13″ ouest            | « PA79000033 »                                | Inscrit                                       | 2007                                          | Image manquante Téléverser                              |
| Château de Maillé                                            | La Chapelle-Bâton            |                                                                                      | 46° 26′ 42″ nord, 0° 19′ 48″ ouest            | « PA00101211 »                                | Inscrit                                       | 1971                                          | Image manquante Téléverser                              |
| Château de La Chapelle-Bertrand                              | La Chapelle-Bertrand         |                                                                                      | 46° 37′ 20″ nord, 0° 10′ 16″ ouest            | « PA00101212 »                                | Classé Inscrit                                | 1991 2004                                     | Image manquante Téléverser                              |
| Château de Vermette                                          | La Chapelle-Gaudin           |                                                                                      | 46° 55′ 23″ nord, 0° 22′ 24″ ouest            | « PA00101213 »                                | Inscrit                                       | 1941                                          | Image manquante Téléverser                              |
| Église Notre-Dame-de-Pitié de La Chapelle-Saint-Laurent      | La Chapelle-Saint-Laurent    |                                                                                      | 46° 44′ 16″ nord, 0° 28′ 09″ ouest            | « PA79000034 »                                | Inscrit                                       | 2008                                          | Église Notre-Dame-de-Pitié de La Chapelle-Saint-Laurent |
| Maison-Dieu de Châtillon-sur-Thouet                          | Châtillon-sur-Thouet         |                                                                                      | 46° 39′ 18″ nord, 0° 14′ 53″ ouest            | « PA00101214 »                                | Classé Inscrit                                | 1924 1927                                     | Maison-Dieu de Châtillon-sur-Thouet                     |
| Église Saint-Pierre de Chauray                               | Chauray                      |                                                                                      | 46° 21′ 40″ nord, 0° 22′ 31″ ouest            | « PA00101421 »                                | Inscrit                                       | 1991                                          | Église Saint-Pierre de Chauray                          |
| Temple protestant de Chauray                                 | Chauray                      | rue du Temple                                                                        | 46° 21′ 38″ nord, 0° 22′ 28″ ouest            | « PA00101215 »                                | Inscrit                                       | 1988                                          | Temple protestant de Chauray                            |
| Château de Javarzay                                          | Chef-Boutonne                |                                                                                      | 46° 06′ 33″ nord, 0° 04′ 58″ ouest            | « PA00101216 »                                | Classé                                        | 1862                                          | Château de Javarzay                                     |
| Église Saint-Chartier de Javarzay                            | Chef-Boutonne                |                                                                                      | 46° 06′ 31″ nord, 0° 04′ 52″ ouest            | « PA00101217 »                                | Classé                                        | 1840                                          | Église Saint-Chartier de Javarzay                       |
| Église Notre-Dame de Chenay                                  | Chenay                       |                                                                                      | 46° 19′ 31″ nord, 0° 02′ 04″ ouest            | « PA00101218 »                                | Classé Inscrit                                | 1909 1984                                     | Église Notre-Dame de Chenay                             |
| Logis de Brieuil                                             | Chenay                       |                                                                                      | 46° 19′ 32″ nord, 0° 03′ 52″ ouest            | « PA00125683 »                                | Inscrit                                       | 1993                                          | Image manquante Téléverser                              |
| Temple protestant de Chenay                                  | Chenay                       |                                                                                      | 46° 19′ 25″ nord, 0° 01′ 59″ ouest            | « PA79000012 »                                | Inscrit                                       | 1998                                          | Temple protestant de Chenay                             |
| Château de Cherveux                                          | Cherveux                     |                                                                                      | 46° 24′ 59″ nord, 0° 21′ 21″ ouest            | « PA00101219 »                                | Classé                                        | 1929                                          | Château de Cherveux                                     |
| Chapelle de la Poraire                                       | Chiché                       |                                                                                      | 46° 48′ 47″ nord, 0° 22′ 18″ ouest            | « PA79000041 »                                | Inscrit                                       | 2012                                          | Image manquante Téléverser                              |
| Église Notre-Dame de Clavé                                   | Clavé                        |                                                                                      | 46° 29′ 29″ nord, 0° 12′ 51″ ouest            | « PA00101220 »                                | Classé                                        | 1932                                          | Image manquante Téléverser                              |
| Église Notre-Dame de Clussais-la-Pommeraie                   | Clussais-la-Pommeraie        |                                                                                      | 46° 11′ 49″ nord, 0° 02′ 53″ est              | « PA00101221 »                                | Classé                                        | 1907                                          | Église Notre-Dame de Clussais-la-Pommeraie              |
| Château de la Pastellière                                    | Combrand                     |                                                                                      | 46° 51′ 11″ nord, 0° 40′ 36″ ouest            | « PA00101222 »                                | Inscrit                                       | 1988                                          | Image manquante Téléverser                              |
| Église de la Sainte-Trinité de Coulon                        | Coulon                       |                                                                                      | 46° 19′ 19″ nord, 0° 35′ 09″ ouest            | « PA00101223 »                                | Inscrit                                       | 1929                                          | Église de la Sainte-Trinité de Coulon                   |
| Château de Coulonges-sur-l'Autize                            | Coulonges-sur-l'Autize       |                                                                                      | 46° 28′ 54″ nord, 0° 36′ 00″ ouest            | « PA00101224 »                                | Inscrit Classé                                | 1993 1994                                     | Château de Coulonges-sur-l'Autize                       |
| Château de la Roussière (système hydraulique)                | Coulonges-sur-l'Autize       |                                                                                      | 46° 30′ 10″ nord, 0° 37′ 24″ ouest            | « PA00101225 »                                | Inscrit                                       | 1988                                          | Image manquante Téléverser                              |
| Église Saint-Étienne de Coulonges-sur-l'Autize               | Coulonges-sur-l'Autize       |                                                                                      | 46° 29′ 07″ nord, 0° 36′ 01″ ouest            | « PA00101226 »                                | Classé                                        | 1980                                          | Image manquante Téléverser                              |
| Marché couvert de Coulonges-sur-l'Autize                     | Coulonges-sur-l'Autize       |                                                                                      | 46° 28′ 57″ nord, 0° 35′ 53″ ouest            | « PA79000001 »                                | Inscrit                                       | 1996                                          | Marché couvert de Coulonges-sur-l'Autize                |
| Château du Coudray-Salbart                                   | Échiré                       |                                                                                      | 46° 24′ 25″ nord, 0° 25′ 35″ ouest            | « PA00101229 »                                | Classé                                        | 1952 1954                                     | Château du Coudray-Salbart                              |
| Château de Mursay                                            | Échiré                       |                                                                                      | 46° 22′ 37″ nord, 0° 28′ 13″ ouest            | « PA00101227 »                                | Classé                                        | 1952                                          | Château de Mursay                                       |
| Château de La Taillée                                        | Échiré                       |                                                                                      | 46° 23′ 42″ nord, 0° 24′ 42″ ouest            | « PA00101228 »                                | Inscrit                                       | 1969 1987                                     | Château de La Taillée                                   |
| Commanderie d'Ensigné                                        | Ensigné                      |                                                                                      | 46° 05′ 28″ nord, 0° 15′ 01″ ouest            | « PA00101230 »                                | Inscrit                                       | 1933                                          | Image manquante Téléverser                              |
| Dolmen du Bourg                                              | Exoudun                      | Le Bourg                                                                             | 46° 20′ 42″ nord, 0° 04′ 45″ est              | « PA00101231 »                                | Classé                                        | 1970                                          | Image manquante Téléverser                              |
| Logis de Boissec                                             | Exoudun                      |                                                                                      | 46° 20′ 44″ nord, 0° 04′ 52″ ouest            | « PA79000020 »                                | Inscrit                                       | 2001                                          | Image manquante Téléverser                              |
| Pierre Levée de la Fontenille                                | Faye-l'Abbesse               | Les Sornières La Pierre Levée                                                        | 46° 49′ 42″ nord, 0° 19′ 06″ ouest            | « PA00101232 »                                | Classé                                        | 1971                                          | Image manquante Téléverser                              |
| Église Saint-Pierre de Fenioux                               | Fenioux                      |                                                                                      | 46° 32′ 38″ nord, 0° 29′ 34″ ouest            | « PA00101233 »                                | Classé                                        | 1888                                          | Église Saint-Pierre de Fenioux                          |
| Château de La Forêt-sur-Sèvre                                | La Forêt-sur-Sèvre           |                                                                                      | 46° 46′ 19″ nord, 0° 38′ 43″ ouest            | « PA00101234 »                                | Inscrit                                       | 1963                                          | Image manquante Téléverser                              |
| Logis de la Jobtière                                         | La Forêt-sur-Sèvre           |                                                                                      | 46° 43′ 34″ nord, 0° 39′ 17″ ouest            | « PA79000002 »                                | Inscrit                                       | 1996                                          | Image manquante Téléverser                              |
| Église Notre-Dame de Fors                                    | Fors                         |                                                                                      | 46° 14′ 00″ nord, 0° 24′ 31″ ouest            | « PA00101404 »                                | Inscrit                                       | 1989                                          | Église Notre-Dame de Fors                               |
| Église Sainte-Radegonde des Fosses                           | Les Fosses                   |                                                                                      | 46° 09′ 54″ nord, 0° 21′ 23″ ouest            | « PA00101235 »                                | Inscrit                                       | 1926                                          | Église Sainte-Radegonde des Fosses                      |
| Château de François                                          | François                     | Availlé                                                                              | 46° 23′ 10″ nord, 0° 21′ 18″ ouest            | « PA00101236 »                                | Inscrit                                       | 1987                                          | Image manquante Téléverser                              |
| Église Saint-Pierre de Frontenay-Rohan-Rohan                 | Frontenay-Rohan-Rohan        |                                                                                      | 46° 15′ 15″ nord, 0° 32′ 25″ ouest            | « PA00101237 »                                | Classé                                        | 1903                                          | Église Saint-Pierre de Frontenay-Rohan-Rohan            |
| Église Saint-Maixent de Geay                                 | Geay                         |                                                                                      | 46° 52′ 49″ nord, 0° 19′ 38″ ouest            | « PA79000023 »                                | Inscrit                                       | 2003                                          | Église Saint-Maixent de Geay                            |
| Église Saint-Médard-de-Germond de Germond-Rouvre             | Germond-Rouvre               |                                                                                      | 46° 27′ 20″ nord, 0° 25′ 15″ ouest            | « PA00101238 »                                | Inscrit                                       | 1986                                          | Église Saint-Médard-de-Germond de Germond-Rouvre        |
| Château de Glénay                                            | Glénay                       | Le château                                                                           | 46° 51′ 30″ nord, 0° 15′ 35″ ouest            | « PA00135590 »                                | Inscrit Classé Inscrit                        | 1995 2000 2018                                | Château de Glénay                                       |
| Église Saint-Martin de Glénay                                | Glénay                       | Le bourg                                                                             | 46° 51′ 37″ nord, 0° 15′ 06″ ouest            | « PA00101239 »                                | Inscrit                                       | 1929                                          | Église Saint-Martin de Glénay                           |
| Château d'Orfeuille                                          | Gourgé                       |                                                                                      | 46° 45′ 33″ nord, 0° 12′ 46″ ouest            | « PA79000003 »                                | Inscrit                                       | 1996                                          | Château d'Orfeuille                                     |
| Croix de cimetière de Gourgé                                 | Gourgé                       |                                                                                      | 46° 43′ 42″ nord, 0° 09′ 46″ ouest            | « PA00101240 »                                | Classé                                        | 1890                                          | Croix de cimetière de Gourgé                            |
| Église Saint-Hilaire de Gourgé                               | Gourgé                       |                                                                                      | 46° 43′ 42″ nord, 0° 10′ 04″ ouest            | « PA00101241 »                                | Classé                                        | 1909                                          | Église Saint-Hilaire de Gourgé                          |
| Logis de la Chaussée                                         | Gourgé                       |                                                                                      | 46° 43′ 41″ nord, 0° 08′ 08″ ouest            | « PA00101427 »                                | Inscrit                                       | 1992                                          | Logis de la Chaussée                                    |
| Pigeonnier du Fresne                                         | Gourgé                       |                                                                                      | 46° 42′ 23″ nord, 0° 09′ 29″ ouest            | « PA00101405 »                                | Inscrit                                       | 1989                                          | Image manquante Téléverser                              |
| Vieux pont de Gourgé                                         | Gourgé                       |                                                                                      | 46° 43′ 48″ nord, 0° 09′ 22″ ouest            | « PA00101242 »                                | Inscrit                                       | 1926                                          | Vieux pont de Gourgé                                    |
| Église Saint-Pierre de Loizé                                 | Gournay-Loizé                |                                                                                      | 46° 07′ 49″ nord, 0° 02′ 12″ ouest            | « PA00101243 »                                | Inscrit                                       | 1926                                          | Église Saint-Pierre de Loizé                            |
| Église Saint-Benoît de la Boissière                          | Lageon                       |                                                                                      | 46° 43′ 05″ nord, 0° 16′ 10″ ouest            | « PA79000021 »                                | Inscrit                                       | 2001                                          | Image manquante Téléverser                              |
| Logis de la Chabirandière                                    | Largeasse                    |                                                                                      | 46° 40′ 00″ nord, 0° 30′ 15″ ouest            | « PA00125684 »                                | Inscrit                                       | 1993                                          | Image manquante Téléverser                              |
| Château de la Roche Faton                                    | Lhoumois                     |                                                                                      | 46° 42′ 57″ nord, 0° 08′ 01″ ouest            | « PA00101244 »                                | Inscrit                                       | 1973 1993                                     | Château de la Roche Faton                               |
| Église Saint-Jean-Baptiste de Limalonges                     | Limalonges                   |                                                                                      | 46° 07′ 49″ nord, 0° 10′ 09″ est              | « PA00101246 »                                | Classé                                        | 1975                                          | Image manquante Téléverser                              |
| Maison                                                       | Limalonges                   | Place de l'Église                                                                    | 46° 07′ 47″ nord, 0° 10′ 09″ est              | « PA00101247 »                                | Inscrit                                       | 1967                                          | Maison                                                  |
| Pierre Pèse                                                  | Limalonges                   | La Pierre Levée                                                                      | 46° 08′ 35″ nord, 0° 12′ 52″ est              | « PA00101245 »                                | Classé                                        | 1889                                          | Pierre Pèse                                             |
| Tumulus de Nouverteils                                       | Limalonges                   | La Pierre Levée                                                                      | 46° 08′ 38″ nord, 0° 12′ 53″ est              | « PA00125685 »                                | Inscrit                                       | 1993                                          | Image manquante Téléverser                              |
| Croix du cimetière de Louin                                  | Louin                        |                                                                                      | 46° 47′ 54″ nord, 0° 09′ 59″ ouest            | « PA00101248 »                                | Classé                                        | 1890                                          | Croix du cimetière de Louin                             |
| Hypogée gallo-romain de Louin                                | Louin                        |                                                                                      | 46° 47′ 57″ nord, 0° 09′ 55″ ouest            | « PA00101249 »                                | Classé                                        | 1916                                          | Hypogée gallo-romain de Louin                           |
| Château de Thiors                                            | Luzay                        |                                                                                      | 46° 55′ 31″ nord, 0° 13′ 05″ ouest            | « PA00101406 »                                | Inscrit                                       | 1989                                          | Image manquante Téléverser                              |
| Église Saint-Germain de Magné                                | Magné                        |                                                                                      | 46° 18′ 54″ nord, 0° 32′ 35″ ouest            | « PA00101250 »                                | Classé                                        | 1913                                          | Église Saint-Germain de Magné                           |
| Église Notre-Dame de Maisonnay                               | Maisonnay                    |                                                                                      | 46° 11′ 20″ nord, 0° 03′ 39″ ouest            | « PA00101251 »                                | Classé                                        | 1907                                          | Église Notre-Dame de Maisonnay                          |
| Château de Maisontiers                                       | Maisontiers                  |                                                                                      | 46° 46′ 38″ nord, 0° 14′ 47″ ouest            | « PA00101252 »                                | Inscrit Classé                                | 2005 2013                                     | Château de Maisontiers                                  |
| Église Saint-Jean-l'Évangéliste de Marigny                   | Marigny                      |                                                                                      | 46° 11′ 52″ nord, 0° 25′ 05″ ouest            | « PA00101253 »                                | Classé Inscrit                                | 1909 1934                                     | Église Saint-Jean-l'Évangéliste de Marigny              |
| Château de Retournay                                         | Marnes                       |                                                                                      | 46° 51′ 48″ nord, 0° 01′ 01″ ouest            | « PA00101254 »                                | Inscrit                                       | 1965                                          | Image manquante Téléverser                              |
| Église Saint-Jean de Marnes                                  | Marnes                       |                                                                                      | 46° 51′ 20″ nord, 0° 01′ 19″ ouest            | « PA00101255 »                                | Classé                                        | 1862                                          | Église Saint-Jean de Marnes                             |
| Chapelle Saint-Joseph de la Chapelle-Largeau                 | Mauléon                      | 21 rue Saint-Joseph                                                                  | 46° 56′ 54″ nord, 0° 50′ 08″ ouest            | « PA79000047 »                                | Inscrit                                       | 25 octobre 2018                               | Image manquante Téléverser                              |
| Château de la Blandinière                                    | Mauléon                      |                                                                                      | 46° 56′ 03″ nord, 0° 47′ 00″ ouest            | « PA79000011 »                                | Classé                                        | 2001                                          | Image manquante Téléverser                              |
| Château de la Coudraie-Noyers                                | Mauléon                      |                                                                                      | 46° 58′ 20″ nord, 0° 48′ 04″ ouest            | « PA00101256 »                                | Inscrit                                       | 1943                                          | Image manquante Téléverser                              |
| Château de Mauléon                                           | Mauléon                      |                                                                                      | 46° 55′ 25″ nord, 0° 45′ 16″ ouest            | « PA00135591 »                                | Inscrit                                       | 1995                                          | Château de Mauléon                                      |
| Église Saint-Jouin de Mauléon                                | Mauléon                      |                                                                                      | 46° 55′ 40″ nord, 0° 45′ 30″ ouest            | « PA00101258 »                                | Inscrit                                       | 1986                                          | Église Saint-Jouin de Mauléon                           |
| Manoir de Saint-Jouin                                        | Mauléon                      | 58 rue Saint-Jouin                                                                   | 46° 55′ 41″ nord, 0° 45′ 27″ ouest            | « PA79000031 »                                | Inscrit                                       | 2006                                          | Manoir de Saint-Jouin                                   |
| Polissoir de Mauléon                                         | Mauléon                      | 41 La Marotte Saint-Aubin                                                            | 46° 56′ 22″ nord, 0° 42′ 51″ ouest            | « PA00101260 »                                | Classé                                        | 1945                                          | Image manquante Téléverser                              |
| Propriété de la Durbelière                                   | Mauléon                      |                                                                                      | 46° 57′ 00″ nord, 0° 41′ 13″ ouest            | « PA00101257 »                                | Classé                                        | 1996                                          | Propriété de la Durbelière                              |
| Roches gravées de Saint-Aubin-de-Baubigné                    | Mauléon                      | Les Vaulx Les Terres de la Taupinière Les Terres du Rail La Pierrière de Saint-Aubin | 46° 56′ 30″ nord, 0° 39′ 46″ ouest            | « PA00101261 »                                | Classé                                        | 1982                                          | Image manquante Téléverser                              |
| Château du Pressoir                                          | Mauzé-Thouarsais             |                                                                                      | 46° 58′ 05″ nord, 0° 15′ 01″ ouest            | « PA00101262 »                                | Inscrit                                       | 2014                                          | Image manquante Téléverser                              |
| Archiprêtré de Melle                                         | Mazières-sur-Béronne         | Chemin rural de Mazières au Pont Mougron                                             | 46° 12′ 06″ nord, 0° 11′ 07″ ouest            | « PA00101411 »                                | Inscrit                                       | 1990                                          | Image manquante Téléverser                              |
| Château le Petit Chêne                                       | Mazières-en-Gâtine           |                                                                                      | 46° 30′ 31″ nord, 0° 20′ 23″ ouest            | « PA00101263 »                                | Inscrit                                       | 1986                                          | Image manquante Téléverser                              |
| Église Saint-Hilaire de Melle                                | Melle                        |                                                                                      | 46° 13′ 12″ nord, 0° 08′ 59″ ouest            | « PA00101264 »                                | Classé                                        | 1914                                          | Église Saint-Hilaire de Melle                           |
| Église Saint-Pierre de Melle                                 | Melle                        |                                                                                      | 46° 13′ 37″ nord, 0° 08′ 44″ ouest            | « PA00101265 »                                | Classé                                        | 1862                                          | Église Saint-Pierre de Melle                            |
| Église Saint-Savinien de Melle                               | Melle                        |                                                                                      | 46° 13′ 14″ nord, 0° 08′ 43″ ouest            | « PA00101266 »                                | Classé                                        | 1914                                          | Église Saint-Savinien de Melle                          |
| Hospice de Melle                                             | Melle                        |                                                                                      | 46° 13′ 13″ nord, 0° 08′ 47″ ouest            | « PA00101267 »                                | Classé                                        | 1913                                          | Hospice de Melle                                        |
| Palais de justice de Melle                                   | Melle                        |                                                                                      | 46° 13′ 16″ nord, 0° 08′ 42″ ouest            | « PA00101268 »                                | Classé Inscrit                                | 1911 2013                                     | Palais de justice de Melle                              |
| Église Notre-Dame de Melleran                                | Melleran                     |                                                                                      | 46° 07′ 54″ nord, 0° 00′ 09″ est              | « PA00101269 »                                | Classé                                        | 1913                                          | Église Notre-Dame de Melleran                           |
| Chapelle Jean-Boucard                                        | Ménigoute                    |                                                                                      | 46° 29′ 47″ nord, 0° 03′ 32″ ouest            | « PA00101270 »                                | Classé                                        | 1862                                          | Chapelle Jean-Boucard                                   |
| Croix hosannière de Ménigoute                                | Ménigoute                    |                                                                                      | 46° 29′ 46″ nord, 0° 03′ 33″ ouest            | « PA00101271 »                                | Classé                                        | 1889                                          | Croix hosannière de Ménigoute                           |
| Donjon de la Roche-Élie                                      | Messé                        |                                                                                      | 46° 15′ 54″ nord, 0° 05′ 44″ est              | « PA00101272 »                                | Inscrit                                       | 1943                                          | Image manquante Téléverser                              |
| Château de Marsay                                            | Missé                        |                                                                                      | 46° 56′ 41″ nord, 0° 09′ 41″ ouest            | « PA00101273 »                                | Inscrit                                       | 1988                                          | Image manquante Téléverser                              |
| Vieux moulin de Missé                                        | Missé                        | 59 rue du Pont-Neuf                                                                  | 46° 57′ 07″ nord, 0° 11′ 29″ ouest            | « PA00101274 »                                | Inscrit                                       | 1929                                          | Vieux moulin de Missé                                   |
| Château du Deffend                                           | Montravers                   |                                                                                      | 46° 50′ 11″ nord, 0° 45′ 45″ ouest            | « PA00101275 »                                | Inscrit                                       | 1988                                          | Image manquante Téléverser                              |
| Vieux château de Montravers                                  | Montravers                   |                                                                                      | 46° 49′ 40″ nord, 0° 42′ 57″ ouest            | « PA79000028 »                                | Inscrit                                       | 2004                                          | Image manquante Téléverser                              |
| Vieux-Deffend                                                | Montravers                   |                                                                                      | 46° 50′ 39″ nord, 0° 45′ 17″ ouest            | « PA00101276 »                                | Inscrit                                       | 1986                                          | Image manquante Téléverser                              |
| Château de La Mothe-Saint-Héray                              | La Mothe-Saint-Héray         |                                                                                      | 46° 22′ 30″ nord, 0° 07′ 23″ ouest            | « PA00101277 »                                | Classé                                        | 1925 1927                                     | Château de La Mothe-Saint-Héray                         |
| Château de la Villedieu-de-Comblé                            | La Mothe-Saint-Héray         |                                                                                      | 46° 21′ 19″ nord, 0° 06′ 39″ ouest            | « PA00101278 »                                | Inscrit                                       | 1943 1969 1996                                | Château de la Villedieu-de-Comblé                       |
| Dolmen de la Garenne                                         | La Mothe-Saint-Héray         | Garenne-du-Château                                                                   | 46° 22′ 35″ nord, 0° 07′ 12″ ouest            | « PA00101279 »                                | Classé                                        | 1970                                          | Image manquante Téléverser                              |
| Église Saint-Heray de La Mothe-Saint-Héray                   | La Mothe-Saint-Héray         |                                                                                      | 46° 21′ 39″ nord, 0° 06′ 40″ ouest            | « PA00101280 »                                | Classé                                        | 1913                                          | Église Saint-Heray de La Mothe-Saint-Héray              |
| Moulin à eau de Pont-l'Abbé                                  | La Mothe-Saint-Héray         | 16 rue du Pont-L'Abbé                                                                | 46° 21′ 36″ nord, 0° 06′ 58″ ouest            | « PA00101422 »                                | Inscrit                                       | 1991                                          | Moulin à eau de Pont-l'Abbé                             |
| Domaine de Grenouillon                                       | Moutiers-sous-Argenton       |                                                                                      | 46° 57′ 15″ nord, 0° 23′ 08″ ouest            | « PA00101428 »                                | Inscrit                                       | 1992                                          | Image manquante Téléverser                              |
| Pierre Levée du Grand Gât                                    | Moutiers-sous-Argenton       | La Pierre Levée                                                                      | 46° 56′ 35″ nord, 0° 23′ 28″ ouest            | « PA00101281 »                                | Classé                                        | 1970                                          | Image manquante Téléverser                              |
| Chapelle funéraire de Chantemerle                            | Moutiers-sous-Chantemerle    | La Pierre Levée                                                                      | 46° 40′ 26″ nord, 0° 37′ 20″ ouest            | « PA79000042 »                                | Inscrit                                       | 2013                                          | Image manquante Téléverser                              |
| Dolmen de la Croisonnière                                    | Nanteuil                     | Plaine de la Croisonnière                                                            | 46° 24′ 38″ nord, 0° 10′ 02″ ouest            | « PA00101282 »                                | Classé                                        | 1970                                          | Dolmen de la Croisonnière                               |
|                                                              | Niort                        | Voir liste des monuments historiques de Niort                                        | Voir liste des monuments historiques de Niort | Voir liste des monuments historiques de Niort | Voir liste des monuments historiques de Niort | Voir liste des monuments historiques de Niort | Voir liste des monuments historiques de Niort           |
| Château des Dorides                                          | Nueil-les-Aubiers            |                                                                                      | 46° 55′ 57″ nord, 0° 31′ 49″ ouest            | « PA00101181 »                                | Inscrit                                       | 1986                                          | Image manquante Téléverser                              |
| Domaine de Tournelay                                         | Nueil-les-Aubiers            |                                                                                      | 46° 55′ 57″ nord, 0° 35′ 29″ ouest            | « PA00101292 »                                | Inscrit                                       | 1988                                          | Image manquante Téléverser                              |
| Logis de la Favrière                                         | Nueil-les-Aubiers            |                                                                                      | 46° 55′ 03″ nord, 0° 34′ 37″ ouest            | « PA00101293 »                                | Inscrit                                       | 1987                                          | Image manquante Téléverser                              |
| Logis de Serveaux                                            | Nueil-les-Aubiers            |                                                                                      | 46° 58′ 21″ nord, 0° 32′ 31″ ouest            | « PA00101182 »                                | Inscrit                                       | 1988                                          | Image manquante Téléverser                              |
| Château d'Oiron                                              | Oiron                        |                                                                                      | 46° 57′ 06″ nord, 0° 04′ 39″ ouest            | « PA00101294 »                                | Classé Inscrit                                | 1923 1943                                     | Château d'Oiron                                         |
| Église Saint-Martin-de-Noizé d'Oiron                         | Oiron                        |                                                                                      | 46° 54′ 10″ nord, 0° 05′ 25″ ouest            | « PA00101297 »                                | Classé                                        | 1976                                          | Église Saint-Martin-de-Noizé d'Oiron                    |
| Église Saint-Maurice d'Oiron                                 | Oiron                        |                                                                                      | 46° 57′ 03″ nord, 0° 04′ 44″ ouest            | « PA00101296 »                                | Classé                                        | 1840                                          | Église Saint-Maurice d'Oiron                            |
| Pierre à Pineau                                              | Oiron                        | La Pierre à Pineau                                                                   | 46° 54′ 08″ nord, 0° 05′ 57″ ouest            | « PA00101295 »                                | Inscrit                                       | 1979                                          | Image manquante Téléverser                              |
| Château de Maurivet                                          | Oroux                        |                                                                                      | 46° 42′ 15″ nord, 0° 05′ 16″ ouest            | « PA00101298 »                                | Classé Inscrit                                | 1988                                          | Château de Maurivet                                     |
| Château de Melzéard                                          | Paizay-le-Tort               |                                                                                      | 46° 11′ 11″ nord, 0° 10′ 08″ ouest            | « PA79000027 »                                | Inscrit                                       | 2004                                          | Image manquante Téléverser                              |
| Croix de cimetière de Pamplie                                | Pamplie                      |                                                                                      | 46° 32′ 07″ nord, 0° 26′ 27″ ouest            | « PA00101299 »                                | Classé                                        | 1889                                          | Croix de cimetière de Pamplie                           |
| Église Saint-Maixent de Pamproux                             | Pamproux                     |                                                                                      | 46° 23′ 42″ nord, 0° 03′ 24″ ouest            | « PA00101300 »                                | Classé                                        | 1913                                          | Église Saint-Maixent de Pamproux                        |
| Halle de Pamproux                                            | Pamproux                     |                                                                                      | 46° 23′ 42″ nord, 0° 03′ 21″ ouest            | « PA79000039 »                                | Inscrit                                       | 2011                                          | Halle de Pamproux                                       |
| Chapelle des Cordeliers de Parthenay                         | Parthenay                    | 111 boulevard de la Meilleraye                                                       | 46° 39′ 01″ nord, 0° 14′ 52″ ouest            | « PA00101301 »                                | Classé                                        | 1984                                          | Chapelle des Cordeliers de Parthenay                    |
| Chapelle du Rosaire de Parthenay                             | Parthenay                    | 74 rue du Faubourg                                                                   | 46° 39′ 01″ nord, 0° 15′ 23″ ouest            | « PA00101429 »                                | Inscrit                                       | 1992                                          | Chapelle du Rosaire de Parthenay                        |
| Château de Parthenay                                         | Parthenay                    |                                                                                      | 46° 39′ 08″ nord, 0° 15′ 07″ ouest            | « PA00101302 »                                | Classé                                        | 1994                                          | Château de Parthenay                                    |
| Église Notre-Dame-de-la-Couldre de Parthenay                 | Parthenay                    |                                                                                      | 46° 39′ 03″ nord, 0° 15′ 05″ ouest            | « PA00101303 »                                | Classé                                        | 1862                                          | Église Notre-Dame-de-la-Couldre de Parthenay            |
| Église Sainte-Croix de Parthenay                             | Parthenay                    |                                                                                      | 46° 38′ 57″ nord, 0° 15′ 06″ ouest            | « PA00101304 »                                | Classé                                        | 1994                                          | Église Sainte-Croix de Parthenay                        |
| Église Saint-Jacques de Parthenay                            | Parthenay                    | 33 rue du Faubourg-Saint-Jacques                                                     | 46° 39′ 11″ nord, 0° 14′ 56″ ouest            | « PA00101430 »                                | Inscrit                                       | 1992                                          | Église Saint-Jacques de Parthenay                       |
| Église Saint-Laurent de Parthenay                            | Parthenay                    |                                                                                      | 46° 38′ 47″ nord, 0° 15′ 00″ ouest            | « PA00101305 »                                | Classé                                        | 1862                                          | Église Saint-Laurent de Parthenay                       |
| Église Saint-Paul de Parthenay                               | Parthenay                    |                                                                                      | 46° 38′ 54″ nord, 0° 15′ 17″ ouest            | « PA00101306 »                                | Classé                                        | 1923                                          | Église Saint-Paul de Parthenay                          |
| Église Saint-Pierre de Parthenay-le-Vieux                    | Parthenay                    | Parthenay-le-Vieux                                                                   | 46° 38′ 08″ nord, 0° 15′ 58″ ouest            | « PA00101307 »                                | Classé                                        | 1846                                          | Église Saint-Pierre de Parthenay-le-Vieux               |
| Maison                                                       | Parthenay                    | 40 rue du Docteur-Bergougnoux                                                        | 46° 39′ 02″ nord, 0° 15′ 00″ ouest            | « PA00101313 »                                | Inscrit                                       | 1926                                          | Maison                                                  |
| Maison                                                       | Parthenay                    | 2 rue Mahé-de-la-Bourdonnais                                                         | 46° 39′ 08″ nord, 0° 14′ 58″ ouest            | « PA00101308 »                                | Inscrit                                       | 1926                                          | Maison                                                  |
| Maison                                                       | Parthenay                    | 16 place du Marché-au-Poisson                                                        | 46° 39′ 07″ nord, 0° 14′ 58″ ouest            | « PA00101309 »                                | Inscrit                                       | 1926                                          | Maison                                                  |
| Maison                                                       | Parthenay                    | 30 place du Marché-au-Poisson                                                        | 46° 39′ 07″ nord, 0° 14′ 58″ ouest            | « PA00101310 »                                | Inscrit                                       | 1926                                          | Maison                                                  |
| Maison                                                       | Parthenay                    | 4 rue de la Vau-Saint-Jacques                                                        | 46° 39′ 02″ nord, 0° 15′ 00″ ouest            | « PA00101312 »                                | Inscrit                                       | 1926                                          | Maison                                                  |
| Maisons                                                      | Parthenay                    | 10, 12, 14, 16 place de l'Église                                                     | 46° 39′ 02″ nord, 0° 15′ 00″ ouest            | « PA00101311 »                                | Inscrit                                       | 1926                                          | Maisons                                                 |
| Prieuré de Parthenay-le-Vieux                                | Parthenay                    |                                                                                      | 46° 38′ 09″ nord, 0° 15′ 57″ ouest            | « PA00101315 »                                | Classé                                        | 1929                                          | Image manquante Téléverser                              |
| Propriété du Marchioux                                       | Parthenay                    | 84 faubourg Marchioux                                                                | 46° 38′ 28″ nord, 0° 14′ 57″ ouest            | « PA00101316 »                                | Inscrit                                       | 1948                                          | Image manquante Téléverser                              |
| Remparts de Parthenay                                        | Parthenay                    |                                                                                      | 46° 39′ 08″ nord, 0° 14′ 58″ ouest            | « PA00101314 »                                | Classé Inscrit Classé                         | 1885 1920 1951 1992 1995 2000 2003            | Remparts de Parthenay                                   |
| Église Saint-Martin de Périgné                               | Périgné                      |                                                                                      | 46° 11′ 13″ nord, 0° 15′ 19″ ouest            | « PA00101317 »                                | Classé                                        | 1913                                          | Église Saint-Martin de Périgné                          |
| Lanterne des morts du cimetière de Pers                      | Pers                         |                                                                                      | 46° 13′ 08″ nord, 0° 04′ 14″ est              | « PA00101318 »                                | Classé                                        | 1889 1914                                     | Lanterne des morts du cimetière de Pers                 |
| Château de Payré                                             | La Peyratte                  |                                                                                      | 46° 40′ 59″ nord, 0° 09′ 29″ ouest            | « PA00101319 »                                | Inscrit Classé                                | 1986 1990                                     | Image manquante Téléverser                              |
| Croix de cimetière de La Peyratte                            | La Peyratte                  |                                                                                      | 46° 40′ 30″ nord, 0° 08′ 54″ ouest            | « PA00101320 »                                | Classé                                        | 1890                                          | Croix de cimetière de La Peyratte                       |
| Église Notre-Dame de La Peyratte                             | La Peyratte                  |                                                                                      | 46° 40′ 33″ nord, 0° 08′ 54″ ouest            | « PA00101321 »                                | Classé                                        | 1913                                          | Église Notre-Dame de La Peyratte                        |
| Dolmen du Pin                                                | Le Pin                       | La Voie                                                                              | 46° 52′ 01″ nord, 0° 39′ 46″ ouest            | « PA00101322 »                                | Classé                                        | 1978                                          | Image manquante Téléverser                              |
| Château de Jouhé                                             | Pioussay                     |                                                                                      | 46° 05′ 10″ nord, 0° 02′ 53″ est              | « PA00101323 »                                | Classé                                        | 1999                                          | Image manquante Téléverser                              |
| Église Saint-Martin de Pioussay                              | Pioussay                     |                                                                                      | 46° 04′ 31″ nord, 0° 01′ 30″ est              | « PA00101423 »                                | Inscrit                                       | 1991                                          | Image manquante Téléverser                              |
| Auberge Saint-Georges de Hérisson                            | Pougne-Hérisson              | 7 rue des merveilles                                                                 | 46° 41′ 01″ nord, 0° 24′ 50″ ouest            | « PA00135593 »                                | Inscrit                                       | 1995                                          | Image manquante Téléverser                              |
| Château de Hérisson                                          | Pougne-Hérisson              |                                                                                      | 46° 41′ 04″ nord, 0° 24′ 50″ ouest            | « PA79000036 »                                | Inscrit                                       | 2008                                          | Image manquante Téléverser                              |
| Église Saint-Georges de Hérisson                             | Pougne-Hérisson              |                                                                                      | 46° 41′ 03″ nord, 0° 24′ 51″ ouest            | « PA00101417 »                                | Inscrit                                       | 1990                                          | Image manquante Téléverser                              |
| Croix de cimetière de Prahecq                                | Prahecq                      |                                                                                      | 46° 15′ 36″ nord, 0° 20′ 35″ ouest            | « PA00101324 »                                | Classé                                        | 1889                                          | Croix de cimetière de Prahecq                           |
| Église Saint-Maixent de Prahecq                              | Prahecq                      |                                                                                      | 46° 15′ 31″ nord, 0° 20′ 43″ ouest            | « PA00101325 »                                | Classé                                        | 1911                                          | Église Saint-Maixent de Prahecq                         |
| Tumulus de Pairé                                             | Prissé-la-Charrière          |                                                                                      | 46° 08′ 57″ nord, 0° 31′ 51″ ouest            | « PA00125686 »                                | Inscrit                                       | 1993                                          | Image manquante Téléverser                              |
| Église Saint-Amand de Saint-Amand-sur-Sèvre                  | Saint-Amand-sur-Sèvre        |                                                                                      | 46° 52′ 06″ nord, 0° 47′ 42″ ouest            | « PA00101259 »                                | Inscrit                                       | 1926                                          | Image manquante Téléverser                              |
| Château de Saint-Mesmin                                      | Saint-André-sur-Sèvre        | Le Château de la Ville                                                               | 46° 47′ 59″ nord, 0° 43′ 04″ ouest            | « PA00101326 »                                | Classé                                        | 1993                                          | Château de Saint-Mesmin                                 |
| Église Saint-André de Saint-André-sur-Sèvre                  | Saint-André-sur-Sèvre        |                                                                                      | 46° 47′ 01″ nord, 0° 40′ 36″ ouest            | « PA00125687 »                                | Inscrit                                       | 1993                                          | Image manquante Téléverser                              |
| Château du Theil                                             | Saint-Aubin-le-Cloud         |                                                                                      | 46° 40′ 40″ nord, 0° 18′ 14″ ouest            | « PA79000038 »                                | Inscrit                                       | 2010                                          | Image manquante Téléverser                              |
| Château de Muflet                                            | Saint-Aubin-du-Plain         |                                                                                      | 46° 55′ 45″ nord, 0° 26′ 42″ ouest            | « PA79000029 »                                | Inscrit                                       | 2005                                          | Image manquante Téléverser                              |
| Croix de cimetière de Saint-Christophe-sur-Roc               | Saint-Christophe-sur-Roc     |                                                                                      | 46° 26′ 48″ nord, 0° 20′ 55″ ouest            | « PA00101327 »                                | Classé                                        | 1889                                          | Croix de cimetière de Saint-Christophe-sur-Roc          |
| Chapelle des Rosiers de Saint-Clémentin                      | Saint-Clémentin              |                                                                                      | 46° 56′ 42″ nord, 0° 30′ 23″ ouest            | « PA00101413 »                                | Classé                                        | 1994                                          | Image manquante Téléverser                              |
| Église Saint-Clémentin de Saint-Clémentin                    | Saint-Clémentin              |                                                                                      | 46° 56′ 38″ nord, 0° 30′ 52″ ouest            | « PA00101407 »                                | Inscrit                                       | 1989                                          | Image manquante Téléverser                              |
| Château de Germain                                           | Saint-Coutant                |                                                                                      | 46° 13′ 49″ nord, 0° 00′ 38″ est              | « PA00101328 »                                | Inscrit                                       | 1943                                          | Image manquante Téléverser                              |
| Château de Baugé                                             | Saint-Cyr-la-Lande           |                                                                                      | 47° 03′ 07″ nord, 0° 09′ 51″ ouest            | « PA00101408 »                                | Inscrit                                       | 1989                                          | Château de Baugé                                        |
| Château de la Villedieu-de-Comblé                            | Sainte-Eanne                 |                                                                                      | 46° 22′ 33″ nord, 0° 07′ 26″ ouest            | « PA00101329 »                                | Inscrit                                       | 1943 1969 1996                                | Image manquante Téléverser                              |
| Église Saint-Emmeran de Sainte-Eanne                         | Sainte-Eanne                 |                                                                                      | 46° 23′ 32″ nord, 0° 09′ 26″ ouest            | « PA00101330 »                                | Inscrit                                       | 1937                                          | Image manquante Téléverser                              |
| Chapelle Saint-Guillaume de Sainte-Gemme                     | Sainte-Gemme                 |                                                                                      | 46° 53′ 32″ nord, 0° 16′ 48″ ouest            | « PA00101334 »                                | Classé                                        | 1990                                          | Image manquante Téléverser                              |
| Château du Gazeau                                            | Sainte-Ouenne                | Impasse du Gazeau                                                                    | 46° 25′ 12″ nord, 0° 27′ 20″ ouest            | « PA00101358 »                                | Inscrit                                       | 1970 1995                                     | Château du Gazeau                                       |
| Église Sainte-Eugénie de Sainte-Ouenne                       | Sainte-Ouenne                |                                                                                      | 46° 26′ 43″ nord, 0° 26′ 50″ ouest            | « PA00101359 »                                | Classé                                        | 1909                                          | Église Sainte-Eugénie de Sainte-Ouenne                  |
| Logis de la Moussière                                        | Sainte-Ouenne                |                                                                                      | 46° 27′ 50″ nord, 0° 26′ 23″ ouest            | « PA00101360 »                                | Inscrit                                       | 1987                                          | Image manquante Téléverser                              |
| Église Saint-Maixent de Sainte-Soline                        | Sainte-Soline                |                                                                                      | 46° 14′ 47″ nord, 0° 02′ 09″ est              | « PA00101366 »                                | Classé                                        | 1907                                          | Église Saint-Maixent de Sainte-Soline                   |
| Tumulus du Montiou                                           | Sainte-Soline                | Les Groies                                                                           | 46° 14′ 50″ nord, 0° 03′ 45″ est              | « PA00101367 »                                | Classé                                        | 1986                                          | Tumulus du Montiou                                      |
| Église Saint-Étienne de Saint-Étienne-la-Cigogne             | Saint-Étienne-la-Cigogne     |                                                                                      | 46° 06′ 53″ nord, 0° 30′ 07″ ouest            | « PA00101331 »                                | Classé                                        | 1914                                          | Église Saint-Étienne de Saint-Étienne-la-Cigogne        |
| Château de la Forêt                                          | Sainte-Verge                 |                                                                                      | 47° 00′ 23″ nord, 0° 12′ 51″ ouest            | « PA00101433 »                                | Inscrit                                       | 1992                                          | Château de la Forêt                                     |
| Château de Saint-Gelais                                      | Saint-Gelais                 |                                                                                      | 46° 23′ 04″ nord, 0° 23′ 28″ ouest            | « PA00101332 »                                | Classé                                        | 1978                                          | Château de Saint-Gelais                                 |
| Église Saint-Gelais de Saint-Gelais                          | Saint-Gelais                 |                                                                                      | 46° 22′ 59″ nord, 0° 23′ 27″ ouest            | « PA00101333 »                                | Classé                                        | 1945                                          | Église Saint-Gelais de Saint-Gelais                     |
| Temple protestant de Saint-Gelais                            | Saint-Gelais                 |                                                                                      | 46° 23′ 02″ nord, 0° 23′ 27″ ouest            | « PA79000014 »                                | Inscrit                                       | 1998                                          | Temple protestant de Saint-Gelais                       |
| Château des Ouches                                           | Saint-Génard                 |                                                                                      | 46° 11′ 51″ nord, 0° 09′ 27″ ouest            | « PA00101335 »                                | Inscrit                                       | 1980                                          | Image manquante Téléverser                              |
| Église Saint-Génard de Saint-Génard                          | Saint-Génard                 |                                                                                      | 46° 11′ 16″ nord, 0° 07′ 54″ ouest            | « PA00101336 »                                | Classé                                        | 1907                                          | Église Saint-Génard de Saint-Génard                     |
| Église Saint-Généroux de Saint-Généroux                      | Saint-Généroux               |                                                                                      | 46° 53′ 01″ nord, 0° 08′ 17″ ouest            | « PA00101337 »                                | Classé                                        | 1846                                          | Église Saint-Généroux de Saint-Généroux                 |
| Vieux pont de Saint-Généroux                                 | Saint-Généroux               |                                                                                      | 46° 53′ 02″ nord, 0° 08′ 23″ ouest            | « PA00101338 »                                | Inscrit                                       | 1926                                          | Vieux pont de Saint-Généroux                            |
| Croix de cimetière de Saint-Georges-de-Noisné                | Saint-Georges-de-Noisné      |                                                                                      | 46° 29′ 33″ nord, 0° 15′ 23″ ouest            | « PA00101339 »                                | Classé                                        | 1889                                          | Image manquante Téléverser                              |
| Logis de la Salette                                          | Saint-Georges-de-Noisné      |                                                                                      | 46° 29′ 06″ nord, 0° 15′ 38″ ouest            | « PA00101414 »                                | Inscrit                                       | 1990 1996                                     | Image manquante Téléverser                              |
| Château de Sazay                                             | Saint-Hilaire-la-Palud       |                                                                                      | 46° 14′ 45″ nord, 0° 42′ 27″ ouest            | « PA00101431 »                                | Inscrit                                       | 1992                                          | Image manquante Téléverser                              |
| Abbaye Saint-Jouin de Marnes                                 | Saint-Jouin-de-Marnes        |                                                                                      | 46° 52′ 54″ nord, 0° 03′ 06″ ouest            | « PA00101340 »                                | Classé Inscrit                                | 1862 2017                                     | Abbaye Saint-Jouin de Marnes                            |
| Église Saint-Léger-les-Melle de Saint-Léger-de-la-Martinière | Saint-Léger-de-la-Martinière |                                                                                      | 46° 13′ 40″ nord, 0° 07′ 23″ ouest            | « PA00101341 »                                | Inscrit                                       | 1988                                          | Image manquante Téléverser                              |
| Menhirs de Pierre levée                                      | Saint-Léger-de-Montbrun      | La Pierre Levée Le Gras du Chien                                                     | 46° 59′ 17″ nord, 0° 09′ 48″ ouest            | « PA00101342 »                                | Classé                                        | 1971                                          | Menhirs de Pierre levée                                 |
| Château de Saint-Loup-sur-Thouet                             | Saint-Loup-Lamairé           |                                                                                      | 46° 47′ 22″ nord, 0° 10′ 05″ ouest            | « PA00101343 »                                | Classé                                        | 1947 1993                                     | Château de Saint-Loup-sur-Thouet                        |
| Hôtel du Parquet                                             | Saint-Loup-Lamairé           |                                                                                      | 46° 47′ 15″ nord, 0° 10′ 01″ ouest            | « PA00101344 »                                | Classé                                        | 1930                                          | Hôtel du Parquet                                        |
| Maison                                                       | Saint-Loup-Lamairé           | Grande-Rue                                                                           | 46° 47′ 20″ nord, 0° 10′ 02″ ouest            | « PA00101345 »                                | Inscrit                                       | 1941                                          | Maison                                                  |
| Maison                                                       | Saint-Loup-Lamairé           | 7 rue Sainte-Catherine                                                               | 46° 47′ 14″ nord, 0° 10′ 03″ ouest            | « PA00132781 »                                | Inscrit                                       | 1994                                          | Image manquante Téléverser                              |
| Château de la Roussière                                      | Saint-Maixent-de-Beugné      |                                                                                      | 46° 30′ 12″ nord, 0° 37′ 17″ ouest            | « PA00101347 »                                | Inscrit                                       | 1982 1989                                     | Image manquante Téléverser                              |
| Croix de cimetière de Saint-Maixent-de-Beugné                | Saint-Maixent-de-Beugné      |                                                                                      | 46° 30′ 20″ nord, 0° 36′ 47″ ouest            | « PA00101348 »                                | Classé                                        | 1889                                          | Croix de cimetière de Saint-Maixent-de-Beugné           |
| Abbatiale Saint-Maixent de Saint-Maixent-l'École             | Saint-Maixent-l'École        |                                                                                      | 46° 24′ 38″ nord, 0° 12′ 13″ ouest            | « PA00101350 »                                | Classé                                        | 1840                                          | Abbatiale Saint-Maixent de Saint-Maixent-l'École        |
| Abbaye de Saint-Maixent-l'École                              | Saint-Maixent-l'École        |                                                                                      | 46° 24′ 36″ nord, 0° 12′ 14″ ouest            | « PA00101349 »                                | Classé                                        | 2012                                          | Abbaye de Saint-Maixent-l'École                         |
| Église Saint-Léger de Saint-Maixent-l'École                  | Saint-Maixent-l'École        |                                                                                      | 46° 24′ 39″ nord, 0° 12′ 14″ ouest            | « PA00101351 »                                | Classé                                        | 1879                                          | Église Saint-Léger de Saint-Maixent-l'École             |
| Église Saint-Saturnin de Saint-Maixent-l'École Vestiges      | Saint-Maixent-l'École        | Rue de l'Abbaye                                                                      | 46° 24′ 36″ nord, 0° 12′ 16″ ouest            | « PA00101346 »                                | Inscrit                                       | 1987                                          | Image manquante Téléverser                              |
| Porte Châlon                                                 | Saint-Maixent-l'École        |                                                                                      | 46° 24′ 47″ nord, 0° 12′ 20″ ouest            | « PA79000004 »                                | Classé                                        | 1999                                          | Porte Châlon                                            |
| Collégiale Saint-Antoine de Saint-Marc-la-Lande              | Saint-Marc-la-Lande          |                                                                                      | 46° 31′ 12″ nord, 0° 22′ 45″ ouest            | « PA00101353 »                                | Classé                                        | 1889                                          | Collégiale Saint-Antoine de Saint-Marc-la-Lande         |
| Commanderie Saint-Antoine-de-la-Lande                        | Saint-Marc-la-Lande          |                                                                                      | 46° 31′ 12″ nord, 0° 22′ 44″ ouest            | « PA00101352 »                                | Inscrit                                       | 1929                                          | Image manquante Téléverser                              |
| Logis Laspois                                                | Saint-Martin-du-Fouilloux    |                                                                                      | 46° 36′ 18″ nord, 0° 07′ 54″ ouest            | « PA00101357 »                                | Inscrit                                       | 1987                                          | Image manquante Téléverser                              |
| Château de Gagemont                                          | Saint-Martin-lès-Melle       |                                                                                      | 46° 12′ 43″ nord, 0° 09′ 57″ ouest            | « PA00101416 »                                | Inscrit                                       | 1990                                          | Image manquante Téléverser                              |
| Château du Bois de Sanzay                                    | Saint-Martin-de-Sanzay       |                                                                                      | 47° 03′ 54″ nord, 0° 11′ 10″ ouest            | « PA00101354 »                                | Inscrit                                       | 1985                                          | Château du Bois de Sanzay                               |
| Commanderie de Prailles                                      | Saint-Martin-de-Sanzay       |                                                                                      | 47° 02′ 34″ nord, 0° 14′ 08″ ouest            | « PA79000009 »                                | Inscrit                                       | 1997                                          | Image manquante Téléverser                              |
| Église Saint-Martin de Saint-Martin-de-Sanzay                | Saint-Martin-de-Sanzay       |                                                                                      | 47° 04′ 53″ nord, 0° 12′ 01″ ouest            | « PA00101355 »                                | Classé                                        | 1910                                          | Église Saint-Martin de Saint-Martin-de-Sanzay           |
| Pont de Taizon                                               | Saint-Martin-de-Sanzay       | C.G.C. 37                                                                            | 47° 03′ 10″ nord, 0° 13′ 37″ ouest            | « PA00101356 »                                | Inscrit                                       | 1943                                          | Pont de Taizon                                          |
| Château d'Oriou                                              | Saint-Maxire                 |                                                                                      | 46° 23′ 22″ nord, 0° 27′ 59″ ouest            | « PA00101409 »                                | Inscrit                                       | 1989                                          | Château d'Oriou                                         |
| Château des Moulières                                        | Saint-Pompain                |                                                                                      | 46° 26′ 53″ nord, 0° 36′ 46″ ouest            | « PA00101361 »                                | Inscrit                                       | 1971                                          | Château des Moulières                                   |
| Église Saint-Pompain de Saint-Pompain                        | Saint-Pompain                |                                                                                      | 46° 26′ 32″ nord, 0° 36′ 01″ ouest            | « PA00101362 »                                | Inscrit                                       | 1929                                          | Église Saint-Pompain de Saint-Pompain                   |
| Église Saint-Rémy de Saint-Rémy                              | Saint-Rémy                   |                                                                                      | 46° 22′ 20″ nord, 0° 31′ 38″ ouest            | « PA00101363 »                                | Inscrit                                       | 1929                                          | Église Saint-Rémy de Saint-Rémy                         |
| Maison                                                       | Saint-Rémy                   |                                                                                      | 46° 22′ 21″ nord, 0° 31′ 39″ ouest            | « PA00101364 »                                | Inscrit                                       | 1929                                          | Image manquante Téléverser                              |
| Église Saint-Romans de Saint-Romans-lès-Melle                | Saint-Romans-lès-Melle       |                                                                                      | 46° 12′ 33″ nord, 0° 11′ 25″ ouest            | « PA00101365 »                                | Classé                                        | 1977                                          | Église Saint-Romans de Saint-Romans-lès-Melle           |
| Château de Saint-Symphorien                                  | Saint-Symphorien             |                                                                                      | 46° 15′ 50″ nord, 0° 29′ 30″ ouest            | « PA79000015 »                                | Classé                                        | 2001                                          | Château de Saint-Symphorien                             |
| Domaine de Lens                                              | Saint-Symphorien             |                                                                                      | 46° 16′ 44″ nord, 0° 27′ 30″ ouest            | « PA00101432 »                                | Inscrit                                       | 1992                                          | Image manquante Téléverser                              |
| Église Saint-Symphorien de Saint-Symphorien                  | Saint-Symphorien             |                                                                                      | 46° 15′ 51″ nord, 0° 29′ 31″ ouest            | « PA00101368 »                                | Inscrit                                       | 1927                                          | Église Saint-Symphorien de Saint-Symphorien             |
| Chapelle de Boucoeur                                         | Saint-Varent                 |                                                                                      | 46° 54′ 06″ nord, 0° 11′ 49″ ouest            | « PA00135594 »                                | Classé                                        | 1995                                          | Chapelle de Boucoeur                                    |
| Vieux Pont de Saint-Varent                                   | Saint-Varent                 |                                                                                      | 46° 53′ 29″ nord, 0° 14′ 07″ ouest            | « PA00101369 »                                | Inscrit                                       | 1929                                          | Vieux Pont de Saint-Varent                              |
| Château de l'Herbaudière                                     | Saivres                      |                                                                                      | 46° 25′ 31″ nord, 0° 13′ 53″ ouest            | « PA00132783 »                                | Inscrit                                       | 1994                                          | Image manquante Téléverser                              |
| Château de Salles                                            | Salles                       |                                                                                      | 46° 23′ 10″ nord, 0° 05′ 44″ ouest            | « PA00125688 »                                | Inscrit                                       | 1993                                          | Image manquante Téléverser                              |
| Église Saint-Martin de Salles                                | Salles                       |                                                                                      | 46° 23′ 09″ nord, 0° 05′ 54″ ouest            | « PA79000010 »                                | Inscrit                                       | 1997                                          | Image manquante Téléverser                              |
| Église Saint-Junien de Vaussais                              | Sauzé-Vaussais               |                                                                                      | 46° 08′ 05″ nord, 0° 06′ 26″ est              | « PA00101371 »                                | Classé                                        | 1907                                          | Église Saint-Junien de Vaussais                         |
| Église Saint-Pierre-ès-Liens de Secondigné-sur-Belle         | Secondigné-sur-Belle         |                                                                                      | 46° 09′ 46″ nord, 0° 17′ 49″ ouest            | « PA00101372 »                                | Classé                                        | 1924                                          | Église Saint-Pierre-ès-Liens de Secondigné-sur-Belle    |
| Église Sainte-Eulalie de Secondigny                          | Secondigny                   |                                                                                      | 46° 36′ 36″ nord, 0° 25′ 08″ ouest            | « PA00101373 »                                | Classé                                        | 1929                                          | Église Sainte-Eulalie de Secondigny                     |
| Logis des Foucault                                           | Sepvret                      | Le Logis                                                                             | 46° 17′ 54″ nord, 0° 04′ 26″ ouest            | « PA00101374 »                                | Inscrit                                       | 1928                                          | Image manquante Téléverser                              |
| Église Notre-Dame de Soudan                                  | Soudan                       |                                                                                      | 46° 25′ 10″ nord, 0° 06′ 40″ ouest            | « PA00101375 »                                | Classé                                        | 1917                                          | Église Notre-Dame de Soudan                             |
| Château de Reigné                                            | Souvigné                     |                                                                                      | 46° 21′ 11″ nord, 0° 11′ 50″ ouest            | « PA00101418 »                                | Inscrit                                       | 1990                                          | Château de Reigné                                       |
| Temple protestant de Souvigné                                | Souvigné                     |                                                                                      | 46° 22′ 25″ nord, 0° 11′ 17″ ouest            | « PA79000016 »                                | Inscrit                                       | 1998                                          | Temple protestant de Souvigné                           |
| Dolmen E 134 de Taizé                                        | Taizé-Maulais                | La Pierre Levée                                                                      | 46° 56′ 54″ nord, 0° 08′ 23″ ouest            | « PA00101425 »                                | Inscrit                                       | 1991                                          | Dolmen E 134 de Taizé                                   |
| Église Saint-Saturnin du Tallud                              | Le Tallud                    |                                                                                      | 46° 37′ 48″ nord, 0° 17′ 48″ ouest            | « PA00101376 »                                | Inscrit                                       | 1926                                          | Église Saint-Saturnin du Tallud                         |
| Château des ducs de La Trémoille                             | Thouars                      |                                                                                      | 46° 58′ 15″ nord, 0° 13′ 02″ ouest            | « PA00101378 »                                | Classé                                        | 1862                                          | Château des ducs de La Trémoille                        |
| Collégiale Notre-Dame du château de Thouars                  | Thouars                      |                                                                                      | 46° 58′ 18″ nord, 0° 13′ 02″ ouest            | « PA00101377 »                                | Classé                                        | 1840                                          | Collégiale Notre-Dame du château de Thouars             |
| Église Saint-Laon de Thouars                                 | Thouars                      |                                                                                      | 46° 58′ 33″ nord, 0° 13′ 01″ ouest            | « PA00101379 »                                | Classé                                        | 1988                                          | Église Saint-Laon de Thouars                            |
| Église Saint-Médard de Thouars                               | Thouars                      |                                                                                      | 46° 58′ 27″ nord, 0° 12′ 54″ ouest            | « PA00101380 »                                | Classé                                        | 1909                                          | Église Saint-Médard de Thouars                          |
| Hôtel des Trois-Rois                                         | Thouars                      |                                                                                      | 46° 58′ 23″ nord, 0° 12′ 59″ ouest            | « PA00101381 »                                | Inscrit                                       | 1937                                          | Hôtel des Trois-Rois                                    |
| Hôtel de ville de Thouars                                    | Thouars                      |                                                                                      | 46° 58′ 34″ nord, 0° 13′ 00″ ouest            | « PA79000018 »                                | Inscrit                                       | 1999                                          | Hôtel de ville de Thouars                               |
| Immeuble                                                     | Thouars                      | 5 rue Porte-Maillot                                                                  | 46° 58′ 21″ nord, 0° 12′ 59″ ouest            | « PA00101383 »                                | Classé                                        | 1939                                          | Immeuble                                                |
| Immeubles                                                    | Thouars                      | 1, 2, 3, 4, 4bis, 6, 7, 9 rue Porte-Maillot                                          | 46° 58′ 21″ nord, 0° 12′ 59″ ouest            | « PA00101382 »                                | Classé                                        | 1940                                          | Immeubles                                               |
| Maison                                                       | Thouars                      | 18 rue Harcher                                                                       | 46° 58′ 36″ nord, 0° 12′ 59″ ouest            | « PA00101386 »                                | Inscrit                                       | 1984                                          | Maison                                                  |
| Maison                                                       | Thouars                      | Place Saint-Médard                                                                   | 46° 58′ 27″ nord, 0° 12′ 57″ ouest            | « PA00101385 »                                | Classé                                        | 1930                                          | Maison                                                  |
| Maison du Président Tyndo ou Maison du Président Tindeau     | Thouars                      |                                                                                      | 46° 58′ 34″ nord, 0° 12′ 45″ ouest            | « PA00101384 »                                | Classé Inscrit                                | 1889 2013                                     | Maison du Président Tyndoou Maison du Président Tindeau |
| Remparts de Thouars                                          | Thouars                      |                                                                                      | 46° 58′ 33″ nord, 0° 12′ 44″ ouest            | « PA00101387 »                                | Classé                                        | 1943                                          | Remparts de Thouars                                     |
| Tour du Prévôt                                               | Thouars                      |                                                                                      | 46° 58′ 38″ nord, 0° 12′ 46″ ouest            | « PA00101388 »                                | Classé                                        | 1889                                          | Tour du Prévôt                                          |
| Tour du Prince-de-Galles                                     | Thouars                      |                                                                                      | 46° 58′ 32″ nord, 0° 12′ 44″ ouest            | « PA00101389 »                                | Classé                                        | 1886                                          | Tour du Prince-de-Galles                                |
| Pont des Chouans                                             | Thouars                      |                                                                                      | 46° 58′ 15″ nord, 0° 12′ 53″ ouest            | « PA00101390 »                                | Classé                                        | 1938                                          | Pont des Chouans                                        |
| Église Saint-Sulpice de Tillou                               | Tillou                       |                                                                                      | 46° 09′ 06″ nord, 0° 07′ 12″ ouest            | « PA00101391 »                                | Inscrit                                       | 1966                                          | Image manquante Téléverser                              |
| Église Saint-Pierre de Tourtenay                             | Tourtenay                    |                                                                                      | 47° 02′ 31″ nord, 0° 07′ 00″ ouest            | « PA00101392 »                                | Inscrit                                       | 1926                                          | Église Saint-Pierre de Tourtenay                        |
| Château d'Olbreuse                                           | Usseau                       |                                                                                      | 46° 10′ 59″ nord, 0° 36′ 02″ ouest            | « PA00101393 »                                | Inscrit                                       | 1973                                          | Image manquante Téléverser                              |
| Église Saint-Martin de Vançais                               | Vançais                      |                                                                                      | 46° 18′ 01″ nord, 0° 03′ 14″ est              | « PA00101394 »                                | Classé                                        | 1990                                          | Église Saint-Martin de Vançais                          |
| Temple protestant de Vançais                                 | Vançais                      |                                                                                      | 46° 18′ 03″ nord, 0° 03′ 13″ est              | « PA79000017 »                                | Inscrit                                       | 1998                                          | Temple protestant de Vançais                            |
| Château de la Sayette                                        | Vasles                       | La Sayette R.D. 524                                                                  | 46° 35′ 50″ nord, 0° 00′ 41″ est              | « PA00101395 »                                | Inscrit                                       | 2004                                          | Image manquante Téléverser                              |
| Hôtel des abbesses de Sainte-Croix                           | Vasles                       | 5 rue du Soufflet                                                                    | 46° 34′ 33″ nord, 0° 01′ 34″ ouest            | « PA79000032 »                                | Inscrit                                       | 2006                                          | Image manquante Téléverser                              |
| Logis de Vasles                                              | Vasles                       | Chez Paulier                                                                         | 46° 32′ 37″ nord, 0° 05′ 17″ ouest            | « PA00101396 »                                | Inscrit                                       | 1984                                          | Image manquante Téléverser                              |
| Domaine du Grand-Port                                        | Vernoux-sur-Boutonne         |                                                                                      | 46° 10′ 16″ nord, 0° 15′ 51″ ouest            | « PA00101410 »                                | Inscrit                                       | 1989                                          | Image manquante Téléverser                              |
| Commanderie de Verruyes                                      | Verruyes                     |                                                                                      | 46° 30′ 19″ nord, 0° 17′ 32″ ouest            | « PA00101397 »                                | Inscrit                                       | 1926                                          | Commanderie de Verruyes                                 |
| Église Notre-Dame de Villiers-sur-Chizé                      | Villiers-sur-Chizé           |                                                                                      | 46° 05′ 58″ nord, 0° 18′ 11″ ouest            | « PA00101398 »                                | Classé                                        | 1932                                          | Image manquante Téléverser                              |
| Église Notre-Dame de Vouillé                                 | Vouillé                      |                                                                                      | 46° 18′ 54″ nord, 0° 22′ 06″ ouest            | « PA00101399 »                                | Inscrit                                       | 1963                                          | Église Notre-Dame de Vouillé                            |
| Domaine de la Dubrie                                         | Voultegon                    |                                                                                      | 46° 53′ 57″ nord, 0° 30′ 16″ ouest            | « PA00101424 »                                | Inscrit                                       | 1991                                          | Image manquante Téléverser                              |
| Manoir de la Roche-Jaquelin                                  | Voultegon                    |                                                                                      | 46° 55′ 04″ nord, 0° 29′ 48″ ouest            | « PA00101400 »                                | Inscrit                                       | 1941                                          | Image manquante Téléverser                              |
| Église Saint-Eugène de Xaintray                              | Xaintray                     |                                                                                      | 46° 29′ 33″ nord, 0° 28′ 49″ ouest            | « PA00101401 »                                | Classé                                        | 1990                                          | Église Saint-Eugène de Xaintray                         |
| Logis de Puy-Chenin                                          | Xaintray                     |                                                                                      | 46° 30′ 15″ nord, 0° 28′ 56″ ouest            | « PA00101402 »                                | Inscrit                                       | 1975 1994                                     | Image manquante Téléverser                              |